# Sudden Valley (Washington)
Sudden Valley es un lugar designado por el censo, ubicado en el condado de Whatcom, en el estado estadounidense de Washington. En el año 2000, tenía una población de 4165 habitantes, y una densidad poblacional de 258,2 personas por kilómetro cuadrado.

## Geografía
Sudden Valley se encuentra ubicado en las coordenadas 48°43′13″N 122°20′25″O / 48.72028, -122.34028.

## Demografía
Según la Oficina del Censo, en 2000 los ingresos medios por hogar en la localidad eran de $51 843, y los ingresos medios por familia de $60 250. Los hombres tenían unos ingresos medios de $45 568, frente a los $33 565 de las mujeres. La renta per cápita para la localidad era de $24 563. Alrededor del 6,4 % de la población estaban por debajo del umbral de pobreza.